# Gare de Sendai (Kagoshima)
Pour les articles homonymes, voir Sendai (homonymie).
Ne doit pas être confondu avec Gare de Sendai.
La gare de Sendai (川内駅, Sendai-eki) est une gare ferroviaire de la ville de Satsumasendai, dans la préfecture de Kagoshima, au Japon sur l'île de Kyūshū. Elle est exploitée par les compagnies JR Kyushu et Hisatsu Orange Railway.
La gare ne doit pas être confondue avec la gare de la ville de Sendai.

## Situation ferroviaire
La gare de Sendai est située au point kilométrique (PK) 242,8 de la ligne Shinkansen Kyūshū. Elle marque la fin de la ligne Hisatsu Orange Railway et le début de la partie sud de la ligne principale Kagoshima.

## Histoire
La gare a été inaugurée le 1er juin 1914 sous le nom de gare de Sendai-machi (川内町駅). Elle prend son nom actuel en 1940. Le shinkansen dessert la gare depuis le 13 mars 2004.

## Service des voyageurs

### Accueil
La gare dispose d'un bâtiment voyageurs ouvert tous les jours, avec des guichets et des automates pour l'achat de titres de transport.

### Desserte
- Ligne principale Kagoshima :
  - voies 1 et 2 : direction Kagoshima-Chūō
- Ligne Shinkansen Kyūshū :
  - voie 11 : direction Hakata et Shin-Osaka
  - voie 12 : direction Kagoshima-Chūō

#### Hisatsu Orange Railway
- Ligne Hisatsu Orange Railway :
  - voies 3 et 4 : direction Izumi et Yatsushiro